# Prosopis chilensis
Para otras especies, ver algarrobo.
Neltuma chilensis, el tamarugo o algarrobo chileno, es una especie arbórea de Sudamérica, leguminosa de la familia de las que habita la zona centro-norte de Chile, sur del  Perú, región centro-oeste de Bolivia y buena parte del centro-norte de Argentina. Se ubica entre 500 y 2500 m s. n. m.

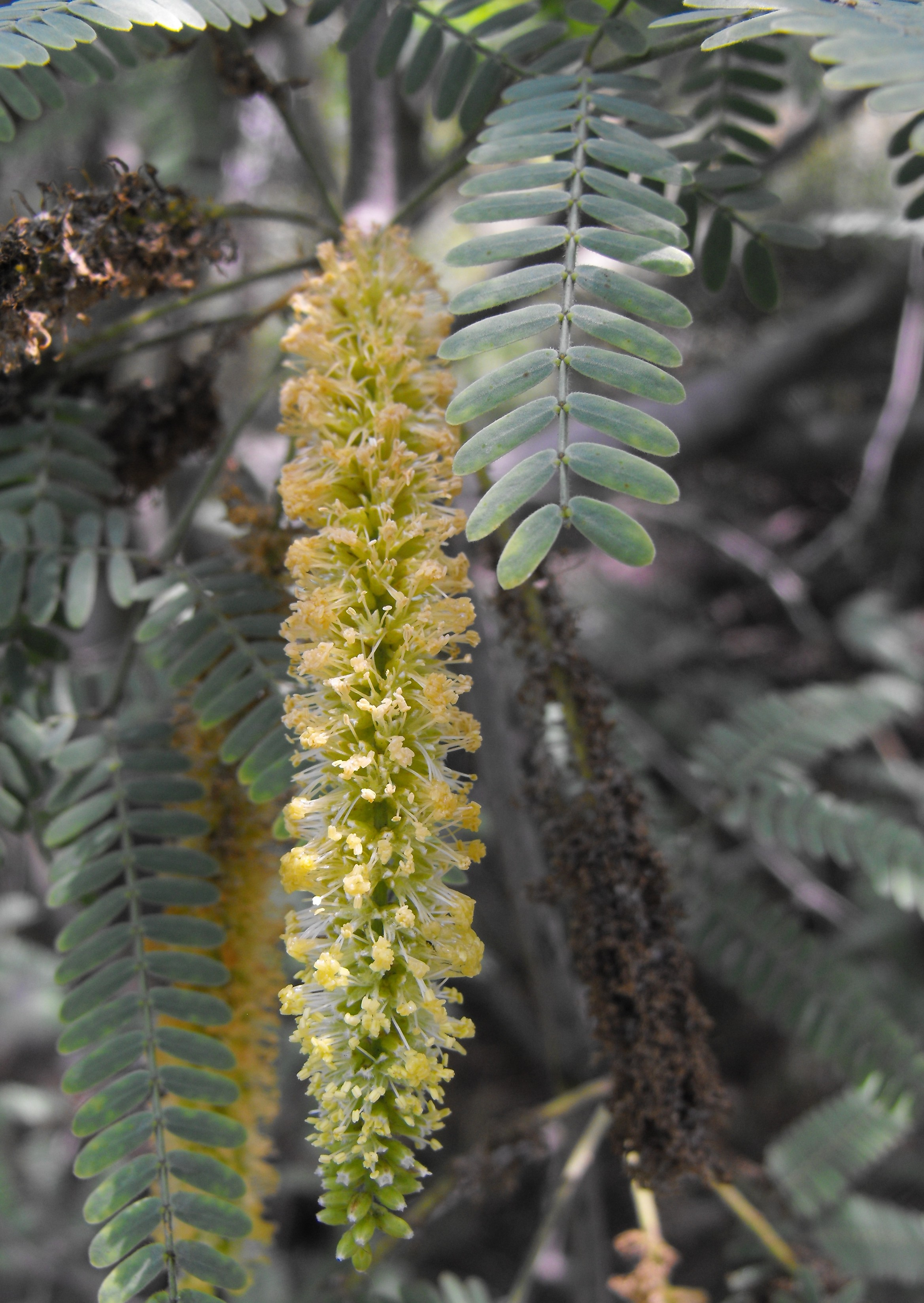
Inflorescencia

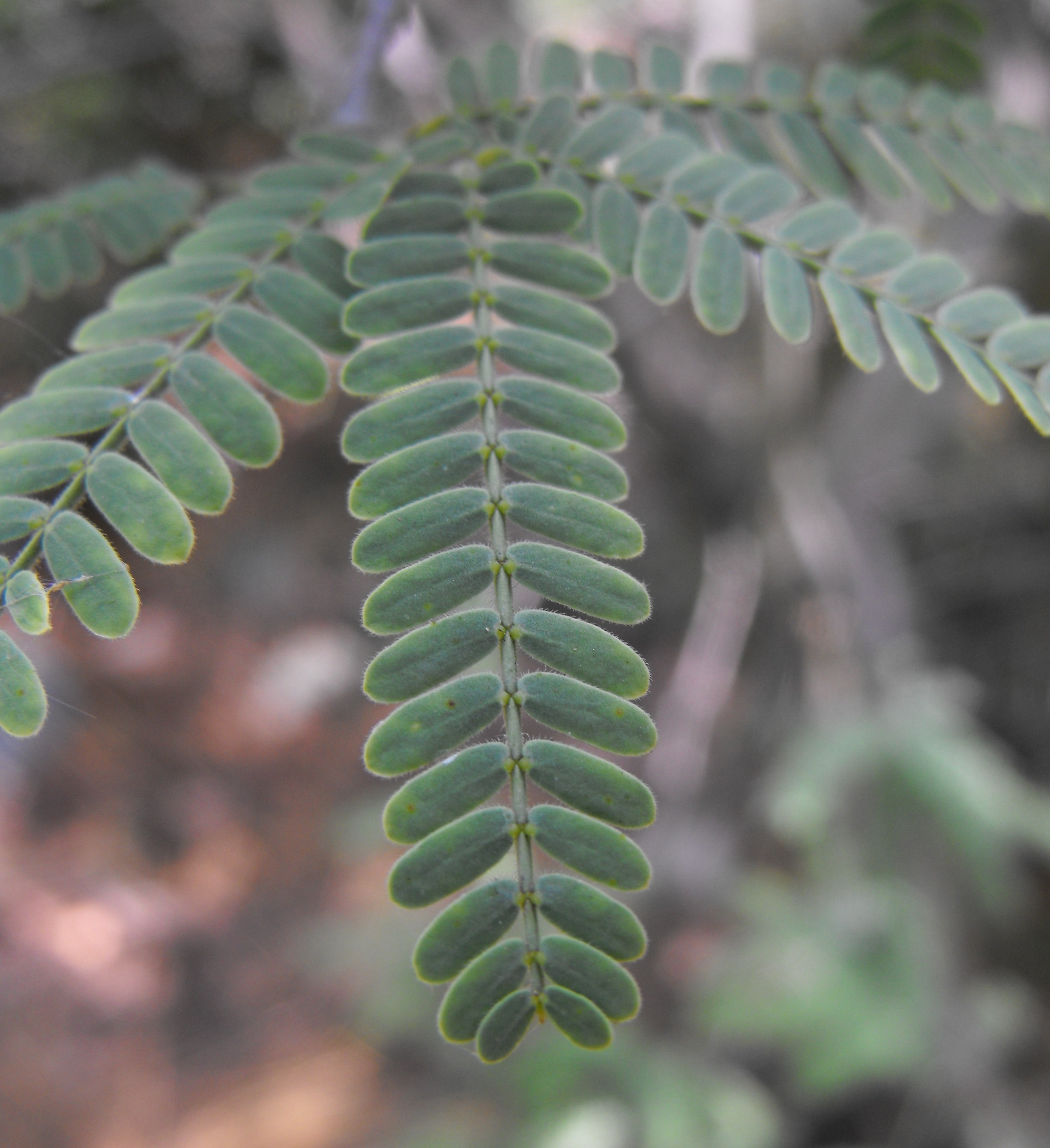
Hojas

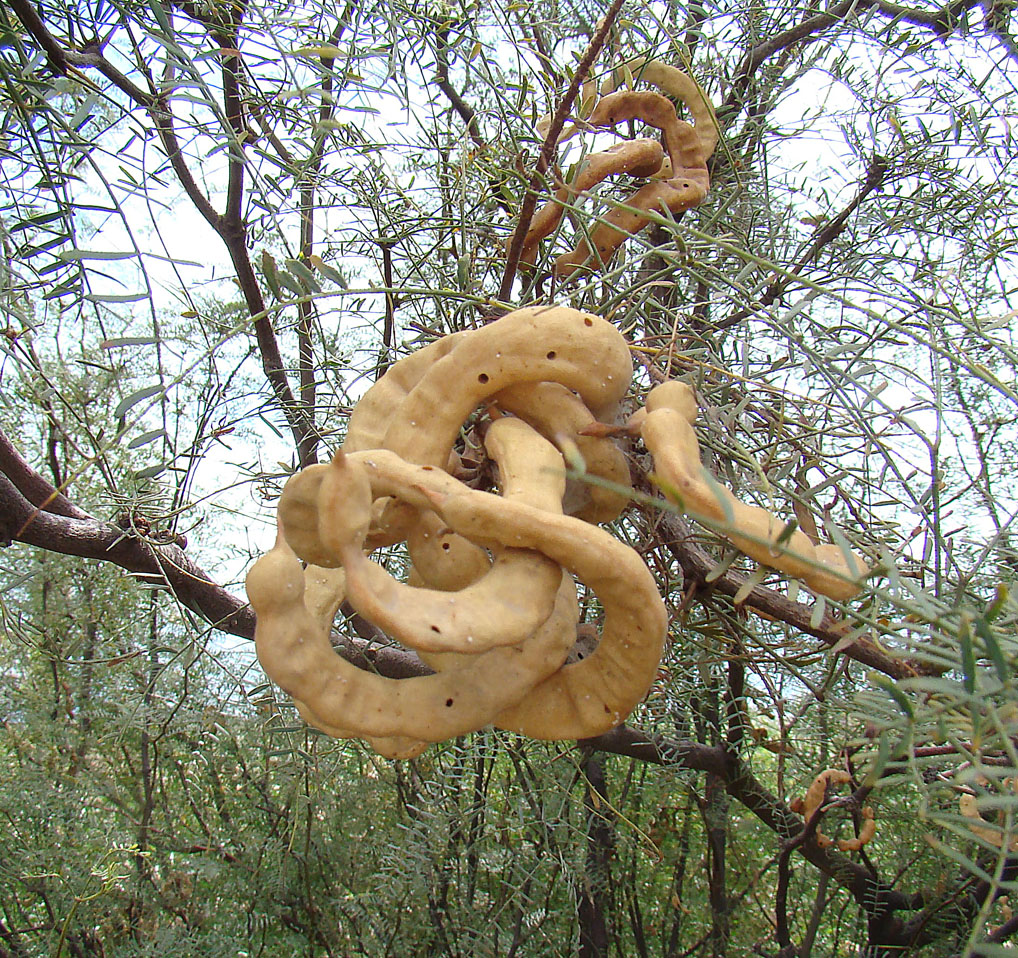
Frutos

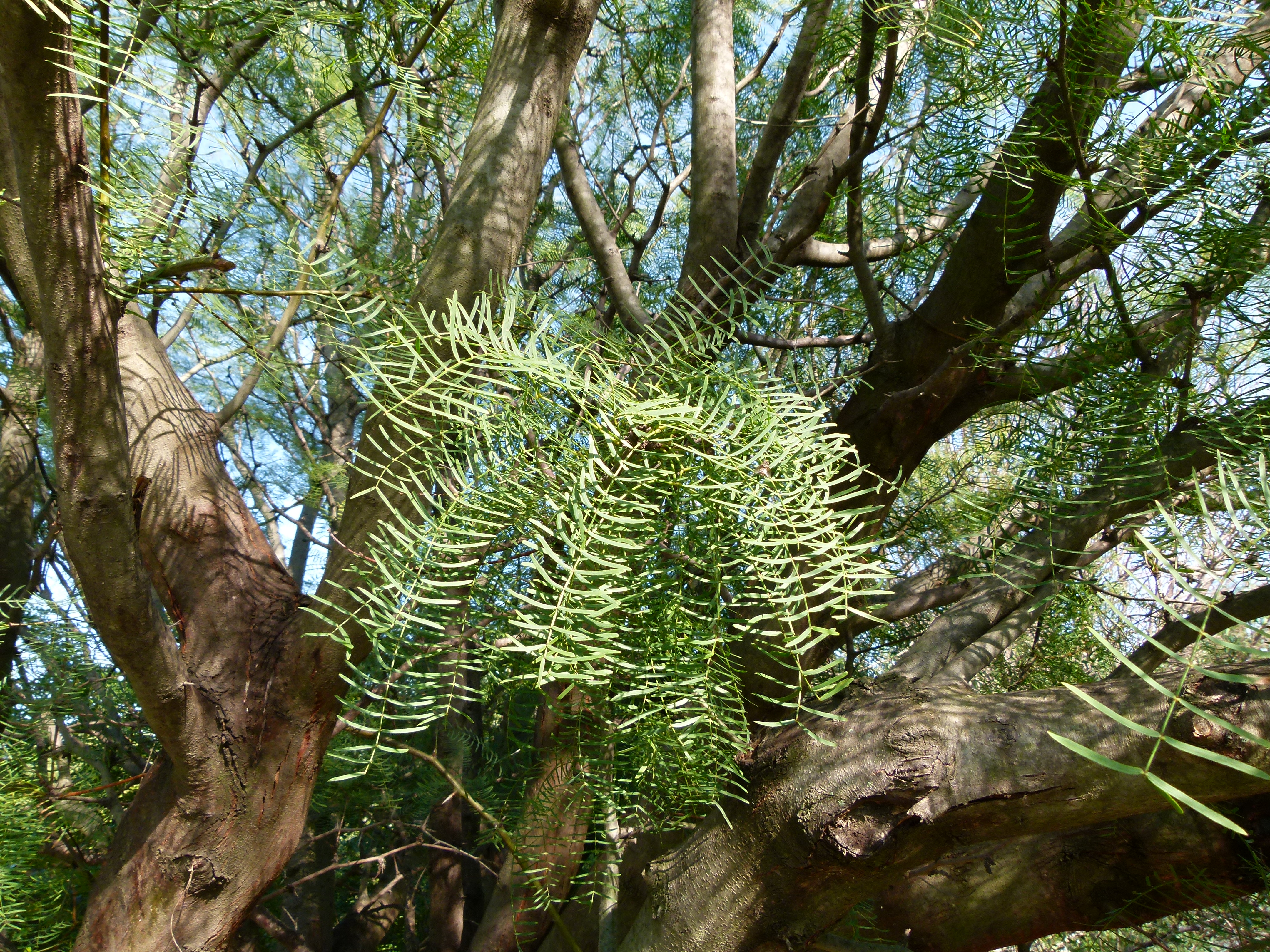
Vista del árbol

## Descripción
Es un árbol medio, de no más de 9 a 20 m en altura y 6 dm en diámetro, aunque raramente se encuentren árboles tan crecidos (por incendios y talas); tronco corto,  ramas largas, decumbentes; raíz central, con crecimiento vertical primero,  y luego desarrolla raíces adventicias. 
Corteza parda rojiza, surcada, se desprende fácil. Ramas flexuosas, arqueadas, con pares de espinas nodales, cónicas, de hasta 5 cm de largo. Hojas bipinnadas, pecíolo de 2-14 cm de longitud,  raquis puede estar ausente, se inserta directamente los 1-3 pares de pinnas en el pecíolo. Pinnas de 6-24 cm de largo, cada una con 10-25 pares de foliólulos lineares, de 10-63 × 1,1-3 mm, glabros, ciliados en los márgenes, separados más que su anchura. Inflorescencias en racimos espiciformes de 6-12 cm de largo, cilíndricos,  verde blanquecinos a amarillentos,  grupos de 2 a 4. Flores cortas de pedicelo,  cáliz acampanulado 1 mm de largo; corola  5-pétalos libres, lineares, de 3-4 mm de largo. Estambres exertos, de 5 mm de largo. Lomento coriáceo a subleñoso, estipitado, amarillento claro (para var. chilensis) casi recta, curvada o con forma de “s” falcada o subfalcada, de 9-18 × 1-1,8 cm. Tiene 20-30 semillas,  ovaladas a elíptico-ovaladas, de 6-8 mm de largo, fáciles de extraer del endocarpio rectangular, que envuelve la semilla, el cual tiene una consistencia muy parecida al del papel. 
Existen 3 variantes de la especie: Var. chilensis (casi recta, curvada o con forma de “s” falcada o subfalcada, de color amarillo.) Var. catamarcana (frutos semicirculares, anulares o en forma de S, en color amarillo con manchas oscuras, mesocarpio abundante ) Var.riojana (frutos rectos o casi rectos, casi negros).las 3 variedades crecen en Argentina. En Chile, solo crece var. chilensis. aunque existe registro de las otras variantes, en los cañadones del alto huasco, región de Atacama. Para Perú, se tiene registro de var. chilensis.

## Usos
Árbol ornamental (urbano y de cortina rompeviento), propuestos en un programas de arborización urbana en Tarapacá. Su madera, densa (densidad = 0,76), difícil de trabajar, es usada para puertas y pisos, parqués, partes de zapatos, cascos de vino. Responde bien al secado, propiedad valiosa donde se requiera mantener dimensiones estables a prueba de humedad. Es muy buena para uso exterior.
El árbol es tolerante a la sequía, sales y arena; o sea, que es extremadamente eficiente con el consumo de agua, produce la mayoría de los frutos en años de sequía, y ha sido exitosamente introducido en regiones áridas. No tolera bien las heladas.
En Chile, es una especie muy común en los pastizales naturales del norte de la región metropolitana. Posee un sistema radicular extremadamente desarrollado por lo que es muy laborioso extraerlo cuando se quiere sistematizar tierras para cultivo.
Es planta forrajera y la pulpa de su fruto es medicinal.
Sus frutos son una importante fuente de alimento, la cual fue usada por los pueblos originarios (ellos hacían harina con sus frutos, bebidas con agua y frutos machacados, producción de bebidas alcohólicas, arrope, etc.) encontrándose, registros en tal sentido, en tumbas de hace más de 9000 años, en el norte de Chile. La variante catamarcana es la de mejor calidad ya que presenta mayor contenido de pulpa. 
Su madera es usada como leña o en la producción de carbón, debido a que esta, es una excelente fuente calórica.

## Taxonomía
Neltuma chilensis fue descrita por (Molina) Stuntz y publicado en U.S. department of agriculture. Bureau of plant industry. Inventory of seeds and plants imported by the office of foreign seed and plant introduction 31: 85. 1914.
Etimología
Sinonimia
- Acacia siliquastrum Cav. ex Lag.
- Ceratonia chilensis Molina
- Mimosa siliquastrum Cav.
- Prosopis juliflora (Sw.) DC.
- Prosopis schinopoma Stuck.
- Prosopis siliquastrum (Cav. ex Lag.) DC.[1]